# Belkacem Zeghmati
Belkacem Zeghmati  né le 2 janvier 1957 à Gouraya en Algérie, est un homme politique algérien. Il est ministre de la Justice et Garde des Sceaux algérien du 1er août 2019 à juillet 2021.

## Biographie
Belkacem Zeghmati né le 2 janvier 1957 à Gouraya dans l'actuelle wilaya de Tipaza, en Algérie, obtient son baccalauréat en 1977 et poursuit ses études à l'Ecole nationale d’administration (ENA), dont il sort diplômé en 1981.
Il commence sa carrière dans la justice comme juge près du tribunal de Cherchell. Puis il est nommé procureur de la République puis procureur général dans plusieurs tribunaux et cours dont celui de Batna en 1996, Sétif en 2000, Oran en 2003.
En 2007, il est nommé procureur général de la cour d'Alger.
Pendant l'été 2013, il lance des mandats d’arrêt internationaux contre Chakib Khelil, ex-ministre de l’Énergie, son épouse et leurs deux enfants.
En septembre 2015, au cours d'un mouvement de magistrats décidé par le président de la République Abdelaziz Bouteflika, il est limogé et démis de ses fonctions de procureur général de la cour d'Alger. Les mandats d'arrêt sont révoqués en 2016 pour vice de procédure et Khelil retourne au pays.
Dans le contexte des manifestations de 2019 en Algérie, il est de nouveau nommé procureur général de la cour d'Alger le 16 mai 2019.

### Ministre de la Justice et Garde des Sceaux
Le 31 juillet 2019, il est nommé ministre de la Justice et Garde des Sceaux par Abdelkader Bensalah, le chef de l'État algérien par intérim. Il remplace alors Slimane Brahmi qui vient d'être limogé. Cette nomination est jugée inconstitutionnelle, l'article 104 de la Constitution interdisant au chef de l'État, par intérim, de remanier le gouvernement.
Le 3 mars 2021, il présente en conseil des ministres un amendement du Code de la nationalité algérienne portant sur la « déchéance de la nationalité acquise ou d’origine à tout Algérien qui commet à l’étranger des actes graves et préjudiciables aux intérêts de l’État et attentant à l’unité nationale ». Ce projet est contesté et donne lieu à de vives polémiques,, en avril 2021, Abdelmadjid Tebboune annonce le retrait de ce projet de loi.
Dans une note signée le 15 mars 2021, il suscite l'incompréhension en interdisant toute ouverture d'enquête sur des affaires de gestion et de dilapidation de deniers publics, impliquant un agent public, sans l'aval des services de son ministère. Ainsi, la note précise qu'« aucune procédure ne peut être engagée, que ce soit l’enquête préliminaire, l’enquête judiciaire ou la comparution directe sans l’accord de la direction générale des affaires judiciaires et juridiques du ministère de la Justice » et que tout dossier  transmis doit comporter  un « rapport détaillé » expliquant « les faits », « leur qualification juridique » et « la partie qui les dénonce ».
En juillet 2021, il est remplacé au poste de Garde des Sceaux et ministre de la Justice par Abderrachid Tebbi.

### Ambassadeur
En septembre 2021, il est nommé ambassadeur d'Algérie à Prague.

## Controverses
Entre 2011 et 2012, il est ébranlé par plusieurs affaires judiciaires comme celle du port d'Alger où des entrepreneurs algériens ont été condamnés à la prison après un procès jugé non équitable. L'un d'eux, se déclarant innocent, est même mort en prison.
Il est également critiqué pour les conditions désastreuses des détenus, notamment ceux du Hirak algérien, des détenus d'opinions et de ceux qui ont porté le drapeau Amazigh. Il est question d'absence de jugements, de jugements anti-constitutionnels ne respectant pas les libertés individuelles et collectives ainsi que de tortures subies dans les prisons.
Zeghmati est également lié d'une manière directe ou indirecte aux violences subies par les magistrats fin octobre 2019. Ils dénonçaient la « mainmise du pouvoir exécutif sur le pouvoir judiciaire ». Ils exigeaient l’indépendance et l'impartialité de la justice des magistrats pour ainsi éradiquer la « justice du téléphone » du paysage judiciaire algérien. Malheureusement, ce mouvement n'a pas abouti à la suite de la répression subie par les magistrats et de l'accord trouvé entre le syndicat de magistrats et le ministère de la Justice. Des magistrats se sont plaints de cette décision de leur instance représentante et beaucoup d'observateurs reprochent au syndicat d'avoir cédé aux chantages du ministère de la Justice.